# Claudio Lezcano
Fermín Claudio Lezcano López (Asunción, ... – 29 agosto 1999) è stato un calciatore paraguaiano, di ruolo attaccante.

## Carriera
Prese parte con la nazionale paraguaiana ai Mondiali del 1958. Ottenne la convicazioneanche al Campeonato Sudamericano nel 1959 e nel 1963

## Palmarès

### Club

#### Competizioni nazionali
- Campionato paraguaiano: 4

Olimpia: 1958, 1959, 1960, 1962